# مناوبة 12 ساعة (فلم)
مناوبة 12 ساعة (بالإنجليزية: Hour Shift12) فيلم أمريكي من نوع الكوميديا السوداء لعام 2020 من تأليف وإخراج بريا جرانت وبطولة أنجيلا بيتيس وكيت ويليامسون وديفيد أركيت. تلعب بيتيس دور ماندي، وهي ممرضة مدمنة على المخدرات متورطة في مخطط تجارة الأعضاء في السوق السوداء عام 1999. الممثل ديفيد أركيت هو أحد منتجي الفيلم، إلى جانب زوجته كريستينا أركيت، وجوردان واين لونغ، وتارا بيري، ومات جلاس. كان من المقرر أن يتم عرض الفيلم في مهرجان تريبيكا السينمائي في أبريل 2020 قبل تأجيل المهرجان بسبب جائحة كوفيد 19.

## طاقم التمثيل
- أنجيلا بيتيس: في دور ماندي
- ديفيد أركيت: في دور جيفرسون
- كلوي فارنوورث: في دور ريجينا
- ميك فولي: في دور نيكولاس
- كيت ويليامسون: في دور الضابط مايرز
- نيكيا جامبي-تورنر: في دور كارين
- تارا بيري: في دور دوروثي
- بروك سيجوين: في دور جانيت
- داستي وارن: في دور ميكي
- توم ديترينيس: في دور السيد كينت
- توماس هوبسون: في دور ديريك
- جوليان داولر: في دور كاثي
- برينا لين: في دور شيريل ويليامز
- تايلور ألدن: في دور شونا
- سكوت دين: في دور إيفرون[6]

## أحداث الفيلم
ماندي ممرضة مدمنة على المخدرات، بالإضافة إلى سرقة أدوية المرضى، فإنها تمول عادتها في تعاطي المخدرات عن طريق الاشتراك في بيع أعضاء المرضى. تشارك ماندي في اعمالها ممرضة المكتب كارين، وقد جلبت ماندي مؤخرًا ابن عمها ريجينا لنقل الأعضاء إلى المهرب نيكولاس.
تدور الأحداث وتتشابك حتى يتفق أتباع مهرب الأعضاء نيكولاس بالمستشفى على خطة لسرقة مريضًا في غيبوبة حتى يتمكن نيكولاس من أخذ جميع أعضائه. المريض في غيبوبة هو الأخ غير الشقيق لماندي والمدمن على المخدرات. تتدخل ماندي، وتتمكن من التغلب على أتباع نيكولاس. تصل تحقيقات الشرطة إلى نقطة غير صحيحة وتتهم الجانب الخطأ بارتكاب جرائم القتل في جميع أنحاء المستشفى. تأخذ ماندي المنهكة غفوة في شاحنتها قبل أن تبدأ نوبتها التالية، لينتهي الفيلم بعودة ماندي إلى المستشفى، ويتبعها نيكولاس.

## استقبال الفيلم
حصل الفيلم في موقع الطماطم الفاسدة على تقييم قيمته 83% بناء على آراء 36 ناقد فني، وكتب إجماع نقاد الموقع: «حاد، ملتوي، ومضحك بشكل قاتم، الفيلم هو سرقة ذكية بشكل غير مألوف مع تطور منعش يركز على الإناث»، وعلى موقع ميتاكريتيك، حصل الفيلم على متوسط درجات يبلغ 65% بناء على آراء 11 ناقد سينمائي، وأشادت مدونة «سلاش فيلم /Film» بفيلم «مناوبة 12 ساعة»، وكتبت هذه المدونة (التي تغطي أخبار الأفلام والمراجعات والمقابلات والمقاطع الدعائية وتأسست 2005): «أن الفيلم يتمتع بروح الدعابة التي تجعله يبدو وكأنه لوحة قماش فارغة مثالية للكاتبة والمخرجة بريا جرانت لرسم قبرها الدموي المبتهج».
أشاد ميجان نافارو من موقع نقد الأفلام المرعبة «بلودي ديسجاستنج Bloody Disgusting» أيضًا بأداء أنجيلا بيتيس، لكنه انتقد توصيف الفيلم بشكل عام، وخلص إلى أن: «الفيلم طموح للغاية لمصلحتها، حيث تلعب ككوميديا ملطخة بالدماء ولكنها غير مركزة من الأخطاء المحبطة.»

## وصلات خارجية
- مقالات تستعمل روابط فنية بلا صلة مع ويكي بيانات